# Galeria Koszarowa
Galeria Koszarowa – katowicka galeria sztuki współczesnej mająca swoją siedzibę na ul. Koszarowej 19. Sale wynajmuje Akademii Sztuk Pięknych.